# 安房地域医療センター
安房地域医療センター（あわちいきいりょうセンター）は、149床（註：2010年1月20日現在）を持つ病院。千葉県の災害拠点病院、安房地域における2次救急病院でもある。

## 沿革
1964年（昭和39年）、当時の千葉県館山市湊の千葉県道302号沿いの平久里川のほとりに建てられた安房医師会病院をその起源とする。その後2000年（平成12年）5月20日に館山市山本に新病棟が竣工した。
赤字や医師不足などの経営困難により、経営委譲の応募は鉄蕉会のみで、運営実績と財務を基準に亀田総合病院グループに決定して、2008年（平成20年）3月19日に経営継承の合意書に締結した。
社会福祉法人太陽会に経営が引き継がれ2008年（平成20年）4月、現在の名称になる。
当該施設の南側駐車場に隣接して、救急棟が新築され、2012年（平成24年）4月完成。うち、1階を救急専門としてICU5床を配備し、2階に透析室や医局、医師当直室、3階を外来リハビリとする予定。

### 年表
- 1964年（昭和39年） - 千葉県館山市湊に「安房医師会病院」として開院。
- 2000年（平成12年）5月20日 - 館山市山本に新病棟が竣工[1]。
- 2008年（平成20年）
  - 3月19日 - 経営継承の合意書に締結[4]
  - 4月 - 経営引き継ぎにより「安房地域医療センター」と改称。（一般149床）
- 2011年（平成23年）4月 -  ISO9001:2008認証取得
- 2012年（平成24年）
  - 4月 -  標榜診療科にリハビリテーション科を追加（全19科）
  - 4月 -  救急棟完成[5]
  - 11月19日 - 無料低額診療事業開始[7]
  - 12月 - 病院機能評価 機能種別版評価項目3rdG：Ver.1.0 一般病院2 認定

## 診療科

### 内科系診療科
- 総合診療科
- 呼吸器内科
- 消化器内科
- 循環器内科
- リウマチ・膠原病・アレルギー内科
- 小児科
- 腎臓内科
- 腫瘍内科
- 脳神経内科
- 糖尿病甲状腺内分泌内科

### 外科系診療科
- 外科
- 整形外科
- スポーツ整形外科
- 泌尿器科
- 乳腺外科
- 皮膚科
- 形成外科
- 麻酔科
- 救急科

## 交通アクセス
- 内房線館山駅東口より日東交通鴨川方面「安房地域医療センター前」下車
  - 国道128号沿い